# William Bonnet
William Bonnet, född 25 juni 1982 i Saint-Doulchard, är en professionell tävlingscyklist från Frankrike. Han tävlar för det franska UCI ProTour-stallet Bbox Bouygues Télécom.
Bonnet blev professionell 2005 med det mindre franska stallet Auber 93. Efter ett år fortsatte han till det franska stallet Crédit Agricole, som tillhörde UCI ProTour. Han fortsatte med Crédit Agricole tills stallet lade ned efter säsongen 2008. Inför säsongen 2009 blev han kontrakterad av det franska stallet Bbox Bouygues Télécom.
William Bonnet vann GP d'Isbergues under säsongen 2008 framför Wesley Sulzberger och Chris Anker Sørensen. Några dagar tidigare vann han Tour de la Somme, den gången framför Janek Tombak och Sébastien Turgot.
William Bonnet slutade på femte plats på etapp 3 av Tour Méditerranéen 2009 bakom Kevyn Ista, Jimmy Engoulvent, José Ivan Gutierrez Palacios och Jaŭhen Hutarovitj. Bonnet slutade på andra plats på etapp 16 av Vuelta a España 2009 bakom tysken André Greipel. Han slutade också på andra plats på etapp 17 av tävlingen; den gången bakom landsmannen Anthony Roux.

## Privatliv
William Bonnet är yngre bror till Samuel Bonnet; en cyklist som cyklade som stagiaire, lärling, i Cofidis under slutet av 2000.

## Meriter
2000
2:a, Världsmästerskapen - bana, junior, lagförföljelse
2004
1:a, Paris-Mantes-en-Yvelines, U23
2005
1:a, etapp 1, Paris-Corrèze
2:a, etapp 7, Normandiet runt
2006
3:a, GP de Wallonie
2007
2:a, etapp 1, Dunkirks fyradagars
2008
1:a, Tour de la Somme
1:a, GP d'Isbergues
3:a, etapp 4, Tour du Poitou-Charentes et de la Vienne
2009
2:a, etapp 16, Vuelta a España 2009
2:a, etapp 17, Vuelta a España

## Stall
- 2005 Auber 93
- 2006-2008 Crédit Agricole
- 2009- Bbox Bouygues Télécom